# 송창근
송창근(宋昌根, 일본식 이름: 恩地圓, 1898년 10월 5일 ~ 1951년?)은 일제강점기와 대한민국의 신학자와 목사이며 장로교 목사이다. 호는 만우(晩雨)이다. 그를 기념하여 한신대학교에서는 만우 송창근 기념관을 세웠다.

## 생애
함경북도 경흥군 출생이다. 일찍 개화사상과 기독교를 받아들인 집안에 태어나 자연스럽게 기독교 신자가 되었다. 아버지가 고향에 세운 북일학교를 거쳐 만주의 명동중학교에서 수학했다. 만주에서는 독립운동가 이동휘를 만나 교류한 것으로 알려졌다.
경성부의 피어선기념성경학원(현 평택대학교)을 졸업한 뒤 일본에 유학하여 1926년 아오야마학원 신학부를 졸업했다. 이후 잠시 귀국하여 기독교 잡지 《신생명》 출판에 관여했다가, 곧 미국 유학을 결심했다. 먼저 프린스턴 신학교에서 한경직, 김재준과 함께 공부했고, 펜실베이니아주의 웨스턴 신학교에서 신학석사(1930년)를, 콜로라도주의 덴버에 있는 아일리프대학교에서 신학박사(1931년) 학위를 취득했다.
귀국하여 평양의 산정현교회 전도사를 맡았다가 1932년 평양노회에서 목사 안수를 받아 이 교회 담임 목사가 되었다. 그러나 송창근의 진보적인 '신신학'은 교회와 마찰을 일으켰고, 결국 당시 장로교단을 대표하는 대형 교회였던 산정현교회에서 좌천되듯이 밀려나 1936년에 부산으로 내려갔다. 부산에서는 성빈학사를 설립하고 빈민구제 등 사회 사업을 시작했다.
1937년 수양동우회 사건으로 투옥되어 징역 4년형을 선고받아 1939년 2년 간의 옥살이를 마치고 가석방으로 출옥한 뒤 경상북도 김천에서 황금동교회에 근무하였다. 그후로 태평양 전쟁 기간 동안 일제의 황민화 정책에 가담한 친일 행적이 있다. 경북노회를 해산시키고 신사참배 강요에 협조했으며, 일제가 여러 교단을 통합해 강제로 조직한 일본기독교 조선교단에서는 총무로 임명되어 중심 역할을 했다. 전쟁 지원 단체인 국민총력경북노회연맹 이사장, 일본기독교 조선장로교단 경북교구회 김천지교구장, 조선전시종교보국회 경상북도지부 이사 등을 지냈다.
1940년 평양신학교가 폐교한 뒤 조선신학교(현 한신대학교)를 김재준과 함께 설립하고, 1945년 12월에는 서울역 인근에 서울성남교회의 전신인 바울교회를 설립해 목회 활동을 했다. 그 뒤 강원용에 의하면 송창근은 친일 행적들이 자의에 의한 행위가 아닌 소극적 행위였음에도 양심의 부담을 안고 조용하게 살았다며 그의 친일파 지목을 애석해 하였다.
서울이 조선인민군에게 점령되어 있던 8월 23일 서울 종로구의에서 열린 기독교도연맹회의에 박현명 목사와함께 참석했다가 한꺼번에 납북되었다. 1951년 7월 경 평양 인근인 대동군에서 병사했다는 증언이 내외문제연구소를 통해 공개된 바 있다.

## 사후
1951년 사망설은 사실 여부가 확인되지는 않았다. 교회사 관련 서적이나 용인의 한국기독교순교자기념관에서는 송창근을 '순교자'로 칭하고 있다.

### 친일 논란
2005년 친일인명사전 후보자로 지목되었다. 송창근의 제자였던 목회자 문동환은 송창근이 재치 있는 목회로 교회를 크게 부흥시킨 인물이자 지혜로운 교회 정치가였다고 회상한 바 있다. 동료 김재준도 “만우 송창근은 유머에 능했고, 인정스러웠고, 창의적이었고, 용감했으며, 바울의 고백과 같이 ‘내 민족을 위해서라면 그리스도로부터 끊어져도 좋다’고 할 만큼 민족애에 불타는 애국자였다”라고 평가했다. 강원용은 그의 저서인 《역사의 언덕에서》에서 그는 친일파로 지목된 송창근 목사의 친일파 선정에도 비판을 가하였다. 송 목사는 일제시대 때 이런저런 사건에 연루돼 감옥에도 드나들며 고생했으며, '온갖 고문을 받아도 참을 수 있었지만, 남산에 끌려가 벗은 몸으로 나무에 꽁꽁 묶여 온갖 벌레들에 뜯기는 고초를 겪은 뒤로는 항일 활동에서 손을 떼게 됐다'며 '일본 경찰은 이후 김천에 숨어살다시피 하는 그를 불러 친일 유세를 강요했는데, 그는 어쩔 수 없이 강연을 나가게 됐지만 정치적 발언은 일절 하지 않고 만담식으로 가벼운 말들만 하다가 끝내곤 했다'고 밝혔다. 이어 '해방이 된 뒤 송 목사는 (친일 행적들이) 자의에 의한 행위가 아닌 소극적 행위였음에도 양심의 부담을 안고 조용하게 살았다며 그랬던 송창근목사를 친일 목사로 역사에 기록되는 것을 볼 때마다 씁쓸한 마음을 금할 수 없다'고 유감을 표명했다. 이어 친일 논란에 대해 당시 우리교계에는 세 부류의 지도자가 있었다고 주장하였다. 한 부류는 주기철 목사처럼 감옥에서 저항하다 순교당한 사람이고, 그 다음은 진짜 친일파 목사인데, 그들은 신사참배를 하러 가면서 "눈에 보이는 천황께 충성 못하는 사람들이 눈에 안 보이는 하나님께 어떻게 충성하겠느냐"고 강요하는 자들이라 하였다. 한 부류는 부득이하게 일제의 테두리 속에서 목숨을 이어가며 그리스도의 증인이 되기 위해 고통스러운 삶을 살아낸 인물이라고 지적하였다. 강원용은 송창근 목사가 세 번째 부류였다며, "그가 했다고 하는 친일 내용을 자세히 알아보면 그것은 친일이라고 얘기할 수도 없는 성질의 것"이라고 변호하였다. 《역사의 언덕에서》에서 강원용은 친일파 청산 기준의 공정성을 비판하였다. 《역사의 언덕에서》에서 그는 친일파 청산 기준에 대해 일제 시대를 살아보지 않은 사람은 친일이나 항일을 너무 쉽게 생각한다는 점을 지적, 거물들이야 창씨개명도 거부할 수 있었겠지만 민초들이 무슨 수로 그런 것을 거부할 수 있었겠는가 하며 일반 국민의 입장도 헤아릴 것을 주문했다. 한편 다른 실례로 윤동주의 창씨개명을 들며 저항 시인 윤동주가 창씨개명을 했다고 하면 요즘 사람들은 놀라겠지만, 그 시대는 생존이 걸린 문제였다고 지적하였다.
2008년 공개된 민족문제연구소의 친일인명사전 수록예정자 명단 중 종교 부문에 포함되었다.

## 같이 보기
- 수양동우회 사건
- 조선신학교
- 강원용
- 김수환
- 노기남
- 채필근
- 김재준

## 참고자료
- “송창근(宋昌根)”. 한국컴퓨터선교회. 2008년 2월 1일에 확인함.
- 최덕성 (2006년 3월 30일). 《한국교회 친일파 전통》. 서울: 지식산업사. 292~294쪽쪽. ISBN 978-89-511-0835-8.